# تذروها
تَذَروها (نام علمی: Tetrao) یک سرده از پرندگان زیرخانواده تذرویان (سیاه‌خروسیان) است که با نام ستبرخروس (به انگلیسی: capercaillie) نیز شناخته می‌شوند. این‌ها بزرگ‌ترین سیاه‌خروس‌های زنده هستند.

## واژه‌شناسی
نام سرده (Tetrao) یک واژه هندواروپایی Teter است که در زبان لاتین Tetraon، در زبان سانسکریت Tittirah، در زبان پهلوی Titar، در زبان سغدی tt’rw و در پارسی باستان تذَرو بوده است. در فرهنگ دهخدا آمده است که واژه «تَذَرج» معرب واژه «تذرو» است و آن مرغی صحرایی شبیه به خروس باشد (فرهنگ برهان و انجمن آرا). مرغ معروف خوش‌رفتار که اکثر در پایِ {درختان} سَرو گردد، از این جهت عاشق سَرو گویند. (فرهنگ رشیدی). تَذْرُج هم واژه‌ای است برای تَدْرُج (از فرهنگ المنجد). همچنین «تَدَرو» و تَدرُج نام‌های دیگر «تَذَرو» هستند (انجمن آرا). تذرو یکی از پرندگان در شعرهای بسیاری از شاعران ایران زمین مانند فردوسی و عطار و نیز پرنده‌ای در شعرهای حافظ بوده است. در شعر هوشنگ ابتهاج نیز، تَذَرو به معنی قرقاول است.

## آرایه‌شناسی
سرده تذروها (Tetrao)، در سال ۱۷۵۸ میلادی توسط کارل لینه، طبیعت‌شناس سوئدی در در دهمین ویرایش "سامانه طبیعت (کتاب)" معرفی شد. نام این سرده از واژه لاتین برای پرندگان شکاری (game birds) احتمالاً به معنی «سیاه‌خروس سیاه» است. سیاه‌خروس سیاه توسط لینه در سرده تذروها Tetrao بود اما اکنون در سرده (سیاه‌خروس‌ها) Lyrurus جای دارد. گونه نماد این سرده، سیاه‌خروس جنگلی (Tetrao urogallus) توسط جرج رابرت گری در سال ۱۸۴۰ معرفی شد.

## گونه‌ها
این سرده دارای دو گونه است.
| نگاره | نام علمی            | نام رایج                  | پراکندگی                                  |
| ----- | ------------------- | ------------------------- | ----------------------------------------- |
|       | Tetrao urogallus    | سیاه‌خروس جنگلی            | اروپا تا غرب روسیه                        |
|       | Tetrao urogalloides | Black-billed capercaillie | شرق روسیه، بخش‌هایی از شمال مغولستان و چین |

## گونه‌های سنگواره
گونه‌های سنگواره این سرده عبارتند از:
- Tetrao conjugens (پلیوسن اولیه در مرکز اروپا)
- Tetrao rhodopensis (پلیوسن اولیه در دورکوا (Dorkovo)، بلغارستان)
- Tetrao partium (پلیوسن اولیه-پلیستوسن اولیه در جنوب شرق اروپا)
- Tetrao macropus (پلیوسن پسین-پلیستوسن اولیه در مجارستان)
- Tetrao praeurogallus (پلیستوسن اولیه تا میانی در شرق اروپا)